# Dušan Tadić
Dušan Tadić (Kirin Serbia: Душан Тадић, phát âm [dǔʃan tǎdiːtɕ, – tǎːditɕ], sinh ngày 20 tháng 11 năm 1988) là một cầu thủ bóng đá chuyên nghiệp người Serbia hiện đang thi đấu ở vị trí tiền đạo hoặc tiền vệ tấn công cho câu lạc bộ Super Lig Fenerbahce.
Anh đã trải qua tuổi trẻ của mình tại câu lạc bộ quê hương AIK Bačka Topola và FK Vojvodina. Sau hai mùa giải với Groningen, anh đã gia nhập Twente vào năm 2012, nơi anh đã chuyển đến thi đấu cho câu lạc bộ Southampton của Premier League. Sau bốn năm ở Anh, Tadić trở lại Hà Lan vào năm 2018, khi anh gia nhập Ajax.
Tadić có 100 lần ra sân cho Serbia, ra mắt quốc tế vào năm 2008 và đại diện cho quốc gia tại Thế vận hội năm đó, cũng như hai lần tham dự FIFA World Cup vào các năm 2018, 2022 và một lần tham dự UEFA Euro vào năm 2024.

## Sự nghiệp câu lạc bộ

### Vojvodina
Dušan Tadić lớn lên rèn luyện các kỹ năng của mình trong hàng ngũ thanh thiếu niên của câu lạc bộ quê hương được gọi là AIK Bačka Topola. Cuối cùng, anh đã ký hợp đồng chuyên nghiệp với FK Vojvodina và chơi các trận đấu cạnh tranh đầu tiên của anh ấy trong Meridian SuperLiga ở tuổi 18. Khi chơi cho Vojvodina, anh đã có được những trải nghiệm vô giá khi thi đấu với các đội bóng hàng đầu vĩ đại (thậm chí là Atlético Madrid) và chơi gần bốn mùa đầy đủ mà không gặp phải chấn thương hay sự cố lớn nào. Tiềm năng của anh ấy trong các trận đấu lớn ở châu Âu đã được thể hiện trong Giai đoạn vòng loại UEFA Europa League 2009 khi anh ấy ghi bàn vào lưới Áo Wien khi anh mới chỉ 20 tuổi.

### Groningen

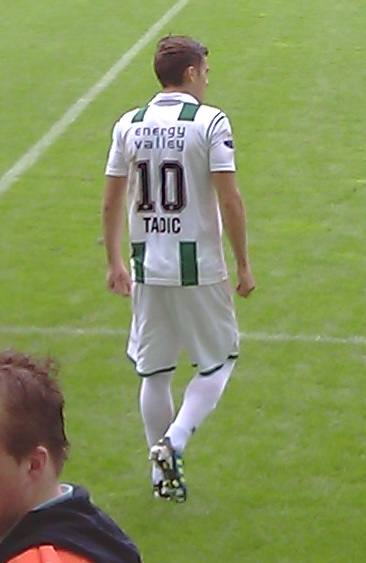
Tadić chơi cho Groningen vào năm 2011

Vào năm 2010, Vojvodina đã bán Dušan Tadić cho Groningen với giá tương đương 1,23 triệu euro. Vào ngày 8 tháng 8 năm 2010, Tadić ra mắt chính thức cho câu lạc bộ trong một Eredivisie với Ajax, chơi toàn trận hỗ trợ cho Tim Matavž ghi bàn 2–2 hòa sân nhà. Vào ngày 18 tháng 12 năm 2010, Tadić đã ghi bàn thắng đầu tiên của mình ở Groningen,  trong trận với Excelsior với tỷ số hòa 2–2. Vào ngày 30 tháng 1 năm 2011, anh ấy đã ghi hai bàn và cung cấp một hỗ trợ trong trận 1 -4 trên sân khách  thi đấu với Heerenveen. Tadić đã kết thúc mùa giải 2010–11 hoàn hảo với 7 bàn thắng, 22 kiến tạo trong 41 trận đấu. Anh có số lần hỗ trợ cao thứ ba ở châu Âu trong mùa giải 2010–11. Trước anh chỉ có Mesut Özil (26) và Lionel Messi (25).
Anh thi đấu cho Groningen từ 2010 đến 2012, trước khi chuyển đến Twente.

### Twente
Vào ngày 10 tháng 4 năm 2012, có thông báo rằng Tadić đã ký hợp đồng với Twente trong một vụ chuyển nhượng trị giá 7,7 triệu euro từ Groningen. Trong trận đấu ra mắt vào ngày 12 tháng 8 năm 2012, anh đã ghi hai bàn vào lưới câu lạc bộ cũ của mình. Anh ấy đã kết thúc mùa giải đầu tiên của mình với tư cách là cầu thủ ghi bàn nhiều thứ hai của đội với 16 bàn thắng trên mọi đấu trường, kém Nacer Chadli 2 bàn. Trong mùa giải tiếp theo, Tadić lại ghi 16 bàn trên mọi đấu trường, là cầu thủ ghi nhiều bàn thắng nhất cho đội.

### Southampton

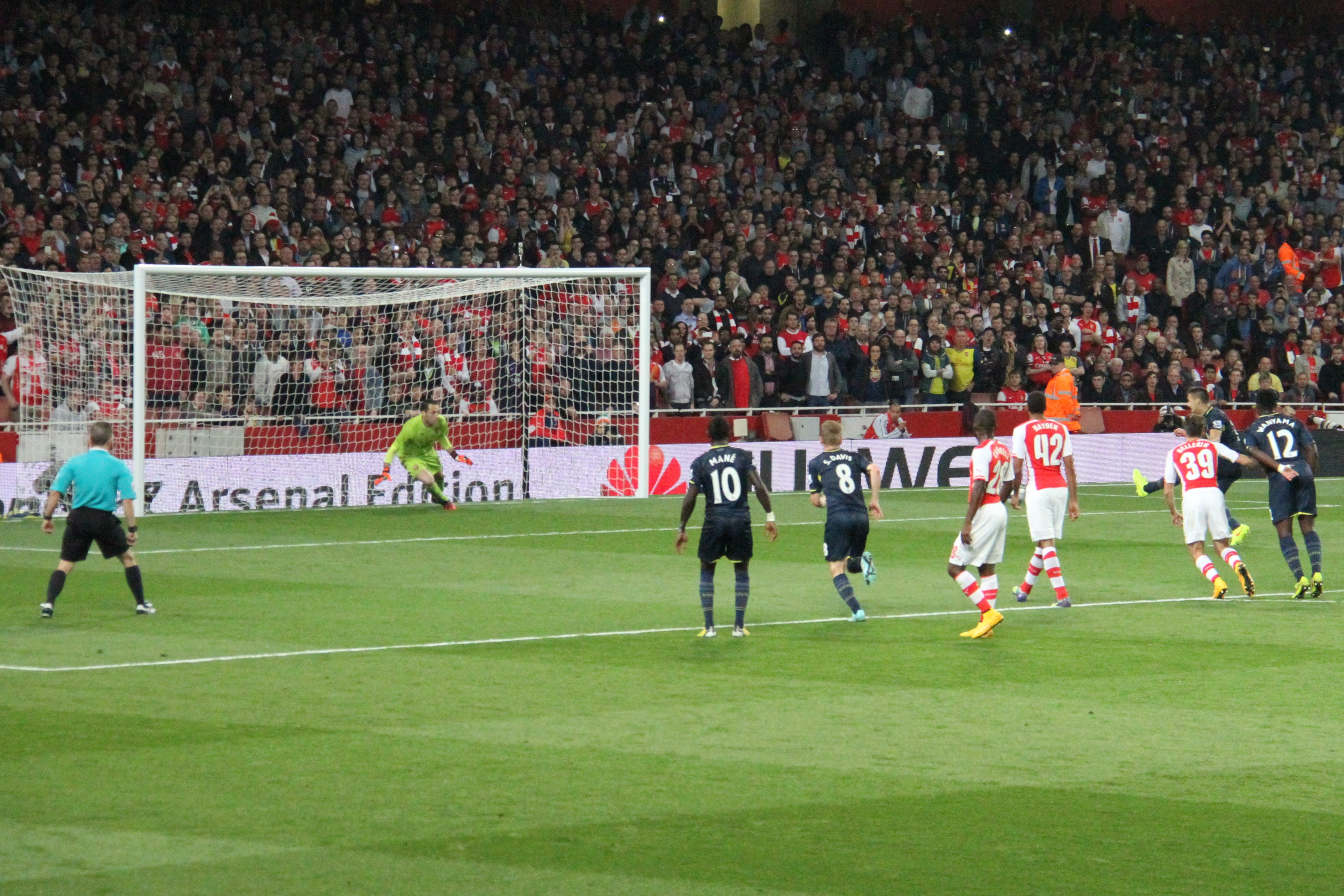
Tadić ghi một quả phạt đền, bàn thắng đầu tiên của anh ấy cho Southampton, khi họ đánh bại Arsenal vào năm 2014

Tadić trở thành bản hợp đồng đầu tiên dưới thời tân huấn luyện viên của Southampton Ronald Koeman vào ngày 8 tháng 7 năm 2014, ký hợp đồng 4 năm. Anh ấy tham gia với mức phí không được tiết lộ, được cho là 10,9 triệu bảng. Anh ấy ra mắt thi đấu vào ngày 17 tháng 8 trong trận đấu đầu tiên của họ ở mùa giải Premier League, chơi 74 phút trong trận thua 2–1 trước Liverpool trước khi được thay ra cho cầu thủ ra mắt đồng đội Shane Long. Tadić kiến tạo cho Southampton ghi bàn trong bàn thắng một-hai với cầu thủ ghi bàn Nathaniel Clyne.
Anh ấy đã ghi bàn thắng đầu tiên cho Southampton vào ngày 23 tháng 9 với một quả phạt đền vào lưới Arsenal trong chiến thắng 2–1 tại League Cup tại Sân vận động Emirates. Bàn thắng đầu tiên của anh ấy ở giải đấu cho câu lạc bộ là trong chiến thắng 8–0 trước Sunderland vào ngày 18 tháng 10, trong đó anh ấy kiến tạo cho 4 người khác, cân bằng kỷ lục Premier League về số pha kiến tạo nhiều nhất trong một trận đấu.
Vào ngày 13 tháng 12, Tadić đã bị Tom Heaton cản phá một quả phạt đền khi Southampton tiếp tục để thua 1–0 trước Burnley. Anh ghi bàn trong chiến thắng 2–0 trước Arsenal vào ngày 1 tháng 1 năm 2015, và mười ngày sau ghi bàn thắng duy nhất khi Southampton đánh bại Manchester United tại Old Trafford và vươn lên vị trí thứ ba sau khi họ phải trả giá. Đây đánh dấu chiến thắng đầu tiên của Southampton tại Old Trafford kể từ năm 1988.
Tadić đã ghi hai bàn trong chiến thắng 3–0 trước Norwich City vào ngày 30 tháng 8 năm 2015 cho chiến thắng đầu tiên của Saints trong mùa giải.
Anh ấy ghi một cú đúp khác trong chiến thắng 4–2 trước đội xuống hạng Aston Villa vào ngày 23 tháng 4 năm 2016. Trong trận đấu tiếp theo, anh ấy đã có ba pha kiến tạo trong chiến thắng 4–2 trước Manchester City, trở thành cầu thủ thứ tư duy nhất đạt được ba pha kiến tạo trở lên trong nhiều hơn một trận đấu tại Premier League.

### Ajax

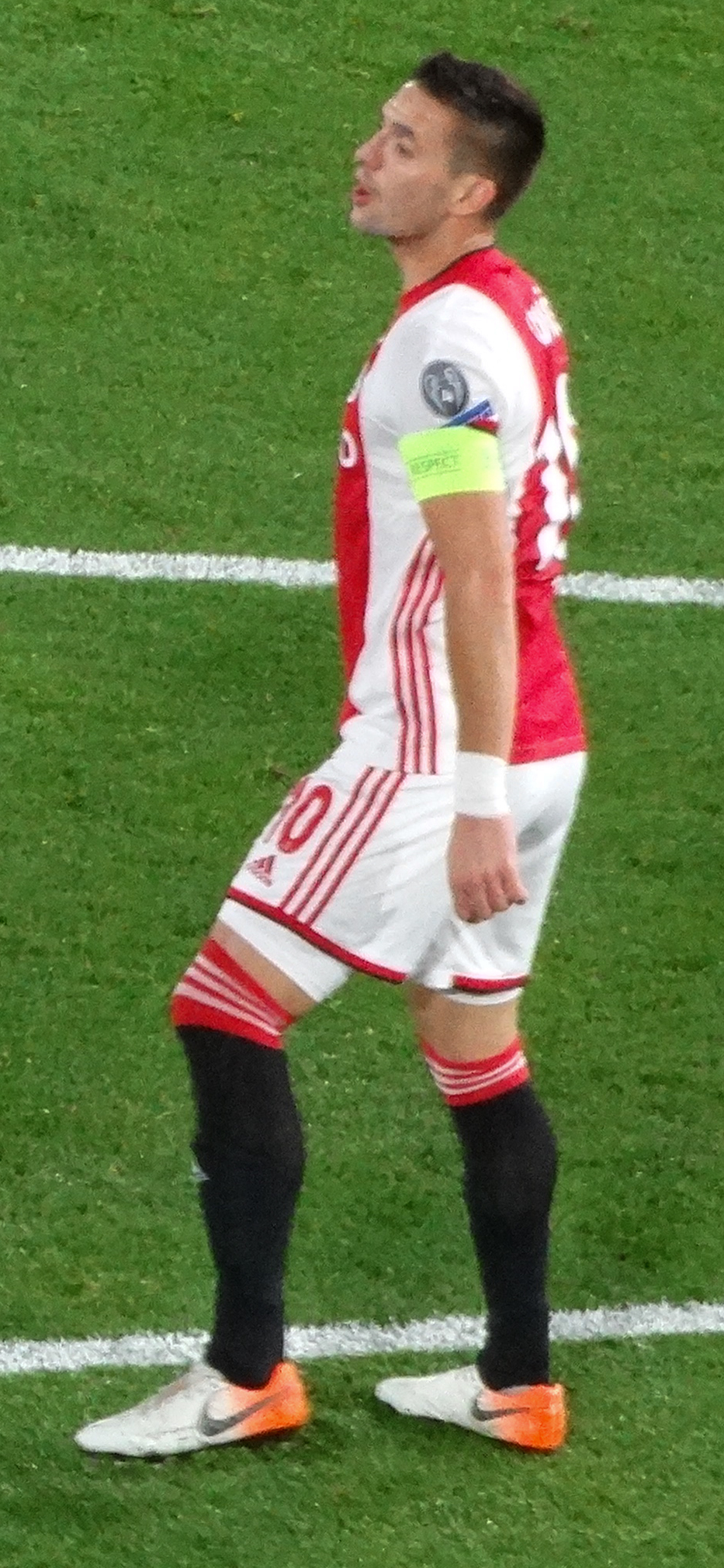
Tadić playing for Ajax in 2019

Tadić đã ký hợp đồng với câu lạc bộ Hà Lan Ajax vào tháng 6 năm 2018. Ajax đã trả số tiền chuyển nhượng là 11,4 triệu euro, có thể lên tới 13,7 triệu euro tùy theo các biến số.
Vào ngày 5 tháng 3 năm 2019, bàn thắng, hai đường kiến tạo và màn trình diễn xuất sắc nhất trận của Tadić đã giúp loại Real Madrid khỏi vòng 16 đội Champions League, khi Ajax bất ngờ giành chiến thắng 4–1 tại Sân vận động Santiago Bernabéu. Đội bóng Tây Ban Nha đã giành ba chức vô địch Champions League trước đó và đã đánh bại Ajax 2–1 trong trận lượt đi ở Amsterdam. Màn trình diễn của Tadić trong trận giúp anh trở thành cầu thủ thứ 9 từng nhận được điểm 10/10 từ tờ báo bóng đá Pháp, L'Equipe. Việc ký hợp đồng với Tadić được một số chuyên gia coi là lý do lớn nhất giúp Ajax tiến bộ trong mùa giải 2018–19.
Vào ngày 23 tháng 4 năm 2019, Ajax đánh bại Vitesse trong một trận đấu ở Eredivisie với tỷ số 4–2; Bốn bàn thắng mà Ajax ghi được đã giúp họ trở thành đội Hà Lan đầu tiên trong lịch sử ghi được 160 bàn thắng trên mọi đấu trường trong một mùa giải. Qua 51 trận đã chơi vào thời điểm đó, Tadić đã trực tiếp góp công vào 53 bàn thắng của câu lạc bộ trên mọi đấu trường: 34 bàn thắng và 19 đường kiến tạo.
Tadić cuối cùng đã dẫn dắt Ajax đến Bán kết Champions League, đồng thời giành được một suất trong Đội hình tiêu biểu của mùa giải UEFA Champions League. Anh ấy cũng sẽ được đề cử cho Quả bóng vàng 2019, và tại buổi lễ vào ngày 2 tháng 12 năm 2019, người ta thông báo rằng anh ấy đã cán đích ở vị trí thứ 20.
Vào ngày 2 tháng 5 năm 2021, Ajax lên ngôi vô địch giải VĐQG Hà Lan. Tadić vinh dự được trao giải Cầu thủ Hà Lan xuất sắc nhất năm.

## Thống kê sự nghiệp

### Câu lạc bộ
Tính đến 26 tháng 5 năm 2024.
| Câu lạc bộ          | Mùa giải            | Giải đấu            | Giải đấu | Giải đấu | Cúp quốc gia | Cúp quốc gia | Cúp liên đoàn | Cúp liên đoàn | Châu Âu | Châu Âu | Khác | Khác | Tổng cộng | Tổng cộng |
| Câu lạc bộ          | Mùa giải            | Hạng                | Trận     | Bàn      | Trận         | Bàn          | Trận          | Bàn           | Trận    | Bàn     | Trận | Bàn  | Trận      | Bàn       |
| ------------------- | ------------------- | ------------------- | -------- | -------- | ------------ | ------------ | ------------- | ------------- | ------- | ------- | ---- | ---- | --------- | --------- |
| Vojvodina           | 2006–07             | Serbian SuperLiga   | 23       | 3        | 5            | 1            | —             | —             | —       | —       | —    | —    | 28        | 4         |
| Vojvodina           | 2007–08             | Serbian SuperLiga   | 28       | 7        | 1            | 0            | —             | —             | 3       | 0       | —    | —    | 32        | 7         |
| Vojvodina           | 2008–09             | Serbian SuperLiga   | 29       | 9        | 1            | 0            | —             | —             | 2       | 0       | —    | —    | 32        | 9         |
| Vojvodina           | 2009–10             | Serbian SuperLiga   | 27       | 10       | 5            | 0            | —             | —             | 2       | 1       | —    | —    | 34        | 11        |
| Vojvodina           | Tổng cộng           | Tổng cộng           | 107      | 29       | 12           | 1            | —             | —             | 7       | 1       | —    | —    | 126       | 31        |
| Groningen           | 2010–11             | Eredivisie          | 34       | 7        | 3            | 0            | —             | —             | —       | —       | 4    | 0    | 41        | 7         |
| Groningen           | 2011–12             | Eredivisie          | 34       | 7        | 1            | 0            | —             | —             | —       | —       | —    | —    | 35        | 7         |
| Groningen           | Tổng cộng           | Tổng cộng           | 68       | 14       | 4            | 0            | —             | —             | —       | —       | 4    | 0    | 76        | 14        |
| Twente              | 2012–13             | Eredivisie          | 33       | 12       | 1            | 0            | —             | —             | 13      | 3       | 4    | 1    | 51        | 16        |
| Twente              | 2013–14             | Eredivisie          | 33       | 16       | 1            | 0            | —             | —             | —       | —       | —    | —    | 34        | 16        |
| Twente              | Tổng cộng           | Tổng cộng           | 66       | 28       | 2            | 0            | —             | —             | 13      | 3       | 4    | 1    | 85        | 32        |
| Southampton         | 2014–15             | Premier League      | 31       | 4        | 3            | 0            | 3             | 1             | —       | —       | —    | —    | 37        | 5         |
| Southampton         | 2015–16             | Premier League      | 34       | 7        | 1            | 0            | 2             | 0             | 3       | 1       | —    | —    | 40        | 8         |
| Southampton         | 2016–17             | Premier League      | 33       | 3        | 2            | 0            | 4             | 0             | 5       | 0       | —    | —    | 44        | 3         |
| Southampton         | 2017–18             | Premier League      | 36       | 6        | 4            | 1            | 1             | 0             | —       | —       | —    | —    | 41        | 7         |
| Southampton         | Tổng cộng           | Tổng cộng           | 134      | 20       | 10           | 1            | 10            | 1             | 8       | 1       | —    | —    | 162       | 23        |
| Ajax                | 2018–19             | Eredivisie          | 34       | 28       | 4            | 1            | —             | —             | 18      | 9       | —    | —    | 56        | 38        |
| Ajax                | 2019–20             | Eredivisie          | 25       | 11       | 4            | 2            | —             | —             | 12      | 3       | 1    | 0    | 42        | 16        |
| Ajax                | 2020–21             | Eredivisie          | 34       | 14       | 5            | 3            | —             | —             | 12      | 5       | —    | —    | 51        | 22        |
| Ajax                | 2021–22             | Eredivisie          | 34       | 13       | 3            | 1            | —             | —             | 7       | 2       | 1    | 0    | 45        | 16        |
| Ajax                | 2022–23             | Eredivisie          | 34       | 11       | 5            | 2            | —             | —             | 7       | 0       | 1    | 0    | 47        | 13        |
| Ajax                | Tổng cộng           | Tổng cộng           | 161      | 77       | 21           | 9            | 0             | 0             | 56      | 19      | 3    | 0    | 241       | 105       |
| Fenerbahçe          | 2023–24             | Süper Lig           | 38       | 10       | 2            | 0            | —             | —             | 16      | 6       | 0    | 0    | 56        | 16        |
| Tổng cộng sự nghiệp | Tổng cộng sự nghiệp | Tổng cộng sự nghiệp | 574      | 179      | 51           | 11           | 10            | 1             | 100     | 30      | 11   | 1    | 746       | 222       |

### Quốc tế
Tính đến ngày 8 tháng 6 năm 2024
| Serbia    | Serbia | Serbia |
| Năm       | Trận   | Bàn    |
| --------- | ------ | ------ |
| 2008      | 1      | 0      |
| 2009      | 0      | 0      |
| 2010      | 1      | 0      |
| 2011      | 0      | 0      |
| 2012      | 9      | 1      |
| 2013      | 10     | 4      |
| 2014      | 8      | 1      |
| 2015      | 6      | 0      |
| 2016      | 7      | 5      |
| 2017      | 7      | 1      |
| 2018      | 12     | 2      |
| 2019      | 7      | 2      |
| 2020      | 6      | 0      |
| 2021      | 9      | 2      |
| 2022      | 12     | 2      |
| 2023      | 10     | 2      |
| 2024      | 4      | 1      |
| Tổng cộng | 108    | 23     |

#### Bàn thắng quốc tế
Tính đến ngày 8 tháng 6 năm 2024.
| #  | Ngày                 | Địa điểm                                               | Số trận | Đối thủ          | Bàn thắng | Kết quả | Giải đấu                      |
| -- | -------------------- | ------------------------------------------------------ | ------- | ---------------- | --------- | ------- | ----------------------------- |
| 1  | 11 tháng 9 năm 2012  | Sân vận động Karađorđe, Novi Sad, Serbia               | 8       | Wales            | 4–1       | 6–1     | Vòng loại FIFA World Cup 2014 |
| 2  | 6 tháng 2 năm 2013   | Sân vận động GSP, Nicosia, Síp                         | 12      | Síp              | 1–1       | 3–1     | Giao hữu                      |
| 3  | 6 tháng 2 năm 2013   | Sân vận động GSP, Nicosia, Síp                         | 12      | Síp              | 2–1       | 3–1     | Giao hữu                      |
| 4  | 11 tháng 10 năm 2013 | Sân vận động Karađorđe, Novi Sad, Serbia               | 19      | Nhật Bản         | 1–0       | 2–0     | Giao hữu                      |
| 5  | 15 tháng 10 năm 2013 | Sân vận động Jagodina City, Jagodina, Serbia           | 20      | Bắc Macedonia    | 4–0       | 5–1     | Vòng loại FIFA World Cup 2014 |
| 6  | 26 tháng 5 năm 2014  | Red Bull Arena, Harrison, Hoa Kỳ                       | 23      | Jamaica          | 1–0       | 2–1     | Giao hữu                      |
| 7  | 25 tháng 5 năm 2016  | Sân vận động Užice City, Užice, Serbia                 | 36      | Síp              | 2–0       | 2–1     | Giao hữu                      |
| 8  | 31 tháng 5 năm 2016  | Sân vận động Karađorđe, Novi Sad, Serbia               | 37      | Israel           | 3–1       | 3–1     | Giao hữu                      |
| 9  | 5 tháng 9 năm 2016   | Sân vận động Sao Đỏ, Belgrade, Serbia                  | 39      | Cộng hòa Ireland | 2–1       | 2–2     | Vòng loại FIFA World Cup 2018 |
| 10 | 6 tháng 10 năm 2016  | Sân vận động Zimbru, Chișinău, Moldova                 | 40      | Moldova          | 3–0       | 3–0     | Vòng loại FIFA World Cup 2018 |
| 11 | 9 tháng 10 năm 2016  | Sân vận động Sao Đỏ, Belgrade, Serbia                  | 41      | Áo               | 3–2       | 3–2     | Vòng loại FIFA World Cup 2018 |
| 12 | 24 tháng 3 năm 2017  | Sân vận động Quốc gia Boris Paichadze, Tbilisi, Gruzia | 43      | Gruzia           | 1–1       | 3–1     | Vòng loại FIFA World Cup 2018 |
| 13 | 23 tháng 3 năm 2018  | Sân vận động Olimpico Grande Torino, Turin, Ý          | 50      | Maroc            | 1–1       | 1–2     | Giao hữu                      |
| 14 | 7 tháng 9 năm 2018   | Sân vận động LFF, Vilnius, Litva                       | 57      | Litva            | 1–0       | 1–0     | UEFA Nations League 2018–19   |
| 15 | 25 tháng 3 năm 2019  | Sân vận động Ánh sáng, Lisbon, Bồ Đào Nha              | 62      | Bồ Đào Nha       | 1–0       | 1–1     | Vòng loại UEFA Euro 2020      |
| 16 | 17 tháng 11 năm 2019 | Sân vận động Sao Đỏ, Belgrade, Serbia                  | 67      | Ukraina          | 1–0       | 2–2     | Vòng loại UEFA Euro 2020      |
| 17 | 12 tháng 10 năm 2021 | Sân vận động Sao Đỏ, Belgrade, Serbia                  | 80      | Azerbaijan       | 3–1       | 3–1     | Vòng loại FIFA World Cup 2022 |
| 18 | 14 tháng 11 năm 2021 | Sân vận động Ánh sáng, Lisbon, Bồ Đào Nha              | 82      | Bồ Đào Nha       | 1–1       | 2–1     | Vòng loại FIFA World Cup 2022 |
| 19 | 18 tháng 11 năm 2022 | Sân vận động Quốc gia Bahrain, Riffa, Bahrain          | 91      | Bahrain          | 1–0       | 5–1     | Giao hữu                      |
| 20 | 18 tháng 11 năm 2022 | Sân vận động Quốc gia Bahrain, Riffa, Bahrain          | 91      | Bahrain          | 2–1       | 5–1     | Giao hữu                      |
| 21 | 24 tháng 3 năm 2023  | Sân vận động Sao Đỏ, Belgrade, Serbia                  | 95      | Litva            | 1–0       | 2–0     | Vòng loại UEFA Euro 2024      |
| 22 | 17 tháng 10 năm 2023 | Sân vận động Sao Đỏ, Belgrade, Serbia                  | 102     | Montenegro       | 3–1       | 3–1     | Vòng loại UEFA Euro 2024      |
| 23 | 8 tháng 6 năm 2024   | Friends Arena, Solna, Thụy Điển                        | 108     | Thụy Điển        | 3–0       | 3–0     | Giao hữu                      |